# Federación Universitaria de Buenos Aires
La Federación Universitaria de Buenos Aires (FUBA), fundada en 1908, es la federación estudiantil más importante de la Argentina[cita requerida] y el principal miembro de la Federación Universitaria Argentina. Agrupa los centros de estudiantes de las facultades de la Universidad de Buenos Aires, que contabilizaban algo más de 300.000 estudiantes.[cita requerida]

## Método de elección de las autoridades

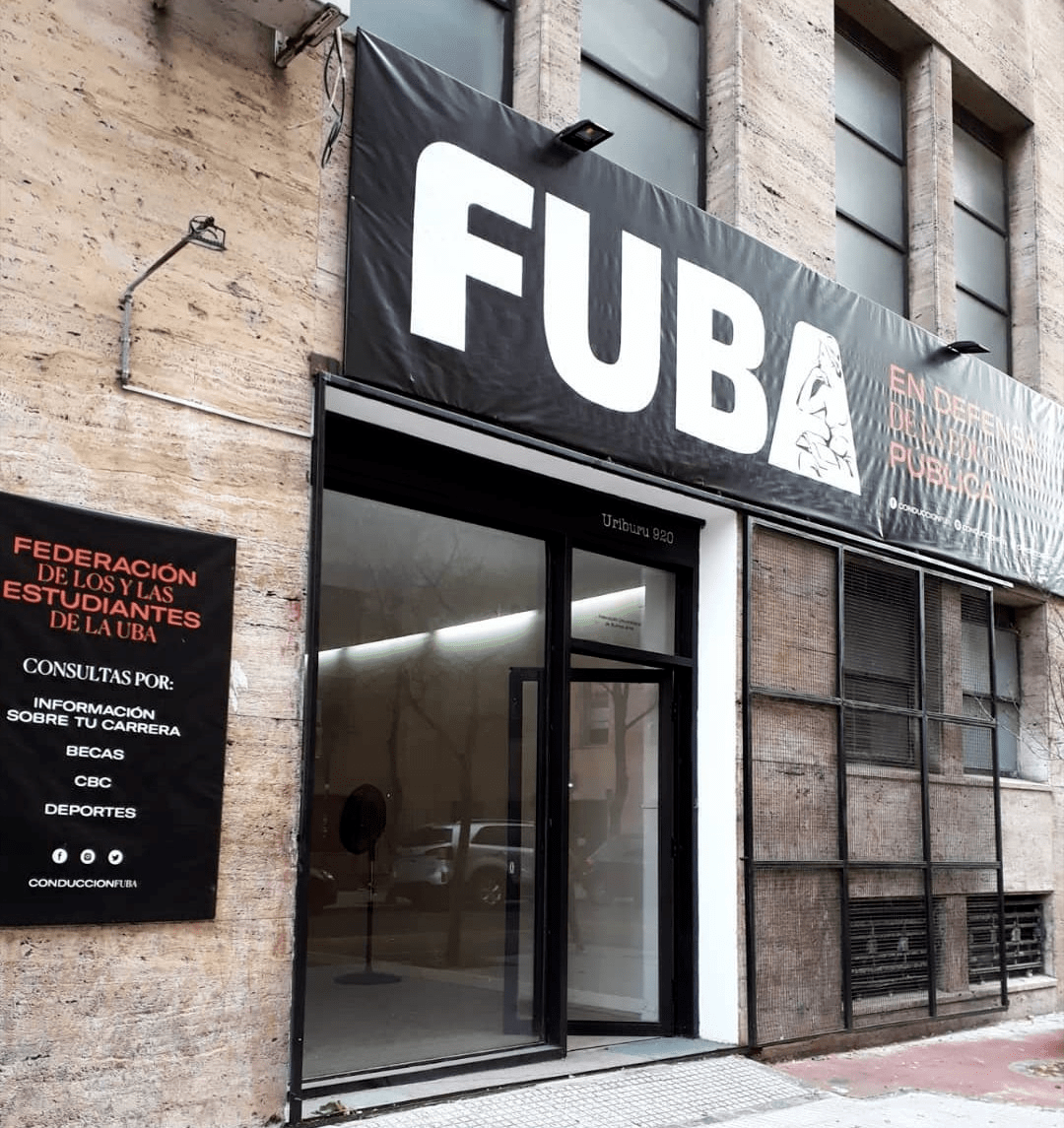
Local de la FUBA, calle Presidente José Evaristo Uriburu 920 (Buenos Aires).

Las autoridades de la federación se eligen de modo indirecto por medio de los delegados que representan a las distintas agrupaciones estudiantiles de la Universidad de Buenos Aires. En los comicios estudiantiles de los centros de estudiantes de cada facultad, las 13 facultades reparten cinco delegados cada una, lo que da un total de 65. Los otros 65 se distribuyen en proporción a la cantidad de votos obtenidos por cada agrupación (a partir del Sistema D'Hondt). Para que pueda sesionar un congreso y elegír autoridades, es necesario un quórum mínimo de la mitad más uno (66) de los 130 delegados.

## Conducción de la izquierda entre 2001 y 2019
La FUBA estuvo hegemonizada por la Franja Morada desde 1983, año de la vuelta de la democracia en Argentina. Dicha hegemonía entró en crisis a finales de los años 90. En 2001 un frente formado por grupos de izquierda e independientes ganó la presidencia de la FUBA. Dicho proceso se inscribió en el marco de la crisis institucional de ese momento y el descrédito del radicalismo a raíz de las medidas, que fueron "antipopulares" para amplios sectores de la población (reducción de salarios y jubilaciones, confiscación de depósitos bancarios, entre otras), tomadas por el gobierno de Fernando De la Rúa.

### Crisis entre la conducción de la FUBA y sectores afines a la Franja Morada en 2007
En las elecciones de diciembre de 2007 resultó reelecto un conglomerado de fuerzas de izquierda política agrupadas en el Frente 20 de Diciembre, que agrupaba a la Corriente Estudiantil Popular y Antiimperialista (CEPA, perteneciente al PCR), la Unión de Juventudes por el Socialismo (UJS, perteneciente al Partido Obrero) y el Movimiento Socialista de los Trabajadores.
La secretaría general estuvo a cargo, a partir de diciembre de 2007 y durante todo 2008, por un conjunto de agrupaciones independientes llamado UBAi (formado por las agrupaciones MLI, El Mate, 14 Bis, El Germen y EnActo). El resto de las secretarías estuvieron en poder del Movimiento Universitario Sur (de orientación, en ese momento, kirchnerista, relacionado con lo que fue la Corriente Patria Libre), de la Corriente Universitaria Julio Antonio Mella y del PTS.
El resto de las agrupaciones de la UBA (MNR, Franja Morada y algunos aliados, entre ellos algunas agrupaciones kirchneristas) resolvieron no concurrir al congreso para no dar cuórum, acusando a la presidencia de entonces de la federación de supuestas irregularidades.

### 2009-2013
Durante el 2009 la FUBA fue conducida, en exclusividad, por la Unión de Juventudes por el Socialismo (Partido Obrero).
Luego de las elecciones del 27 de marzo de 2010, la Copresidencia de la FUBA corresponde a Itai Hagman de la Corriente Julio Antonio Mella y a la UJS, mientras que la vicepresidencia está integrada por el Movimiento SUR y la CEPA.
La secretaría general, por su parte, se encuentra compartida por la agrupación reformista QRS (kirchneristas de la Facultad de Medicina) y el frente kirchnerista entre "La Cámpora" y el Partido Comunista Congreso Extraordinario (PCCE).
En el Congreso del 2011, el 16 de abril de ese año, se ratificó la Copresidencia entre La Mella y el PO, siendo Ignacio Kostzer y Alejandro Lipcovich los Presidentes por cada fuerza respectivamente. La vicepresidencia quedó compartida entre la CEPA y Sur, también integrantes del frente ganador "Por otro 1918", que con 52 votos tiene 6 Secretarías. En segundo lugar (38 votos) se ubicó el "Frente Reformista" (Franja Morada y MNR) que se quedó con 4 Secretarías. Más abajo quedaron las 2 listas kirchneristas y último el PTS.
En el Congreso a realizarse en 2012 se esperaba que se ratifique esta misma Presidencia, ya que en las elecciones de septiembre del 2011 de Centros de Estudiantes se ratificaron todas las Conducciones, quedando también una cantidad similar de Delegados a FUBA por cada fuerza. Sin embargo, las fuerzas "reformistas" (Franja Morada y el MNR), junto con las agrupaciones cercanas al kirchnerismo (La Cámpora y aliados) y al PRO, decidieron no presentarse al congreso para boycottear el mismo y que no consiguiera llegar a tener el cuórum necesario para elegir autoridades.
Durante el congreso de 27 de abril de 2013, se ratificó la conducción compartida por La Mella y el PO, siendo elegidos como presidentes Julián Asiner (por parte del PO) y Martha Linares (por parte de La Mella). Así mismo, la vicepresidencia quedó para Adrián Echaide (de La Corriente) y la Secretaría General quedó para el kirchnerismo, con Carlos Compaired como secretario general. Cabe destacar que el reformismo, conformado por Franja Morada, el MNR y aliados, decidió no concurrir al congreso y no dar cuórum, tal como viene sucediendo desde hace dos años; así como también decidió no concurrir el delegado del macrismo. Así mismo, el Movimiento SUR decidió este año no acreditar sus delegados a último momento; por lo que no participará este año de la conducción.

### 2018: nueva crisis en la elección de autoridades
Después de cinco años en los que no se llegó a cuórum para que sesione el congreso para elegir autoridades, manteniéndose Julián Asiner (PO) y Adrián Lutvak (La Mella) como presidentes desde entonces, en junio los sectores ligados al reformismo hicieron una junta representativa con 7 de los 13 centros y llamaron a un congreso el 23 de junio. Esta jornada estuvo marcada por la irregularidad a la hora de presentar los delegados correspondientes, que son los que le permitirían al sector de la Franja Morada obtener cuórum para votar autoridades. En la Facultad de Odontología, sesionaría un congreso bajo la inspección de la Inspección General de Justicia adjudicándose 67 delegados, los cuales votarían una lista conformada por el Movimiento Linealmente Independiente (presidencia), la UES (vicepresidencia), el Movimiento Nacional Reformista (secretaría general) y la Franja Morada/Nuevo Espacio, entre otras agrupaciones. El PO, La Mella y el conjunto de espacios políticos opositores señalarían que para esa votación se suplantó la identidad de dos congresales e hicieron una presentación con 65 delegados que desconocen esa reunión sosteniendo que se trató de un fraude.
Tras un conflicto educativo a nivel nacional por la paritaria de los docentes universitarios y la renovación de las autoridades de los centros de estudiantes, se renovarían también los delegados correspondientes a cada fuerza. El reformismo perdería la conducción de los centros de Medicina, Ciencias Sociales y Agronomía por lo cual se convocaría una junta representativa para llamar a un nuevo congreso el 10 de diciembre en la Facultad de Medicina. En este, participarían 71 delegados: la Lista 1 conformada por la alianza del Partido Obrero, La Mella, La Cámpora y Nuevo Encuentro sacaría 64 votos, frente a la lista del Frente de Izquierda (PTS-IS) que obtendría 6 escaños. Hubo una abstención.

## Conducción reformista desde 2019

### Regreso del reformismo en 2019

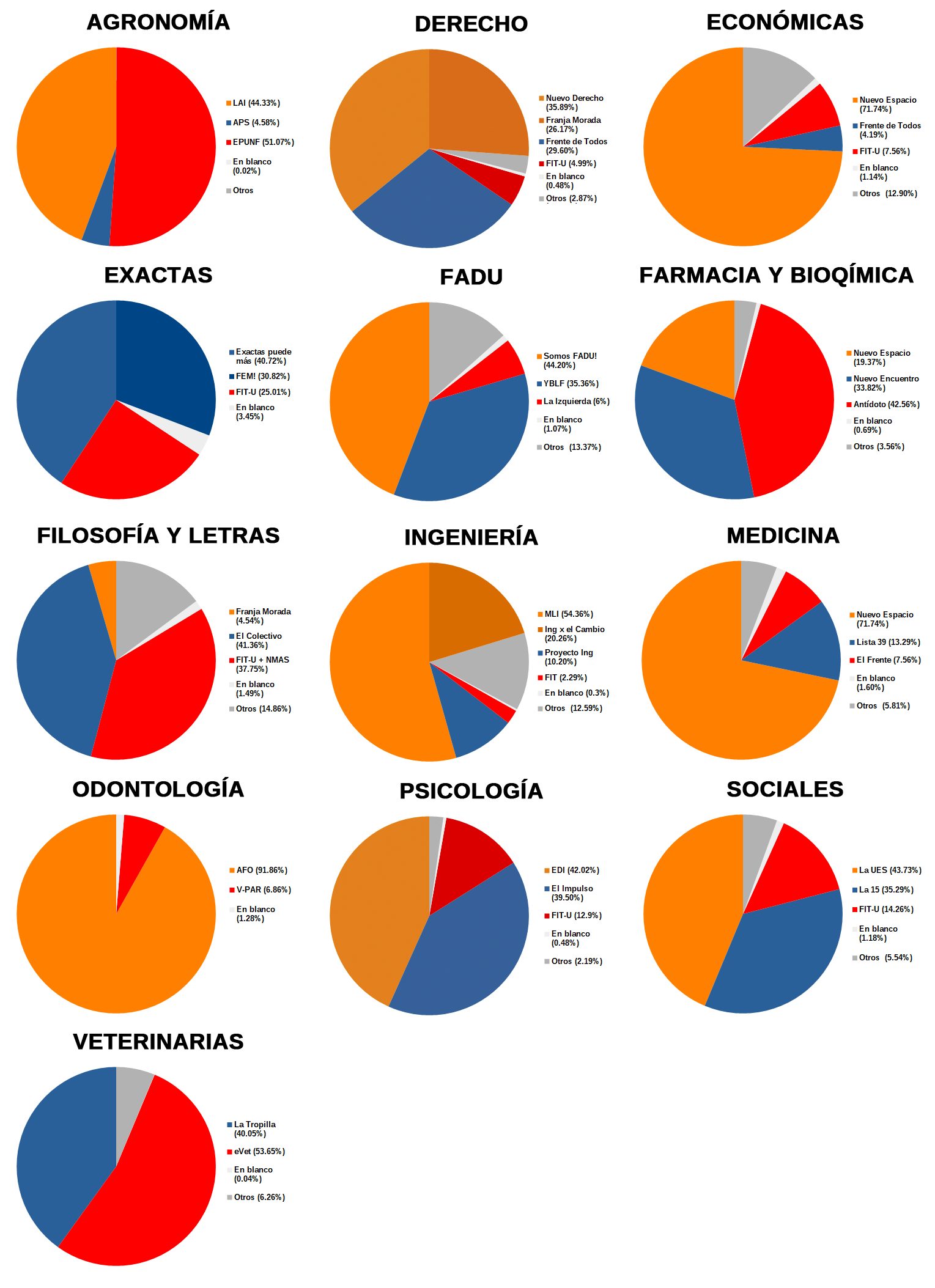
Resultados de las elecciones de los Centros de Estudiantes de la UBA en 2019.
Reformismo
Peronismo
Izquierda
Otros
En blanco

Llegado el 2019 se realizaron las elecciones anuales correspondientes para los centros de estudiantes de cada facultad. Estas resultaron ser unas elecciones históricas para el movimiento reformista.
El sector de Nuevo Espacio conquistó los centros de Ciencias Médicas, Psicología (EDI) y FADU (RE FADU, dentro del Frente "Somos Fadu!"). De la misma manera se reafirmó contundentemente en Económicas y Odontología (AFO). Por otro lado, fueron reelectas otras agrupaciones reformistas en los centros de Derecho (Nuevo Derecho-MNR), e Ingeniería (MLI). Por último, la UES, también parte del frente reformista, recuperó el centro de Ciencias Sociales.
El sector alineado con el recién formado Frente de Todos, pese a sufrir derrotas, consiguió el centro de Filosofía y Letras con el Frente "El Colectivo". A su vez, junto con Nuevo Encuentro, La Cámpora (Identidad, en el Frente "Exactas Puede Más") ganó Ciencias Exactas y Naturales contra La Mella (FEM!).
Finalmente, la izquierda hizo su peor elección desde 1983, dónde únicamente pudo retener los centros de Farmacia y Bioquímica (Antídoto), Ciencias Veterinarias (eVet) y Agronomía (junto con la FANA y La Mella), dónde no lograron mejores resultados en comparación a la elección pasada.
En consiguiente, el bloque reformista conseguía los escaños necesarios para recuperar la conducción de la Federación. El 28 de septiembre del mismo año, en el Aula Magna de la Facultad de Ciencias Médicas, se celebró un congreso donde el Frente "Reformistas", integrado por Nuevo Espacio, MNR, Franja Morada, el MLI y la UES se impuso con 70 cartones. Quedaron electos Ramiro Fernández Sarraf (AFO-Nuevo Espacio) como presidente y Matías Onorato (MLI) como vicepresidente.
En tanto, con 35 votos, la oposición mayoritaria fue la encabezada por el Frente “UBA de Todxs”, con La Mella, La Cámpora, Nuevo Encuentro, Emergente, Protagonistas, AUGE (ex-SUR), La Corriente, La Centeno, la CEPA, parte de la JUP y más agrupaciones alineadas con el kirchnerismo. Quedó electa Nicole Castillo (Motor Psico-La Mella) en el rol de Secretaria General.
Por último, quedaron las agrupaciones que no consiguieron injerencia dentro de la Federación. Bajandose de la conducción, el Frente de "La Izquierda" sumó 20 cartones. Y en último puesto quedó la nueva lista "Bicentenario" quién consiguió 4 votos, siendo esta una ruptura de Nuevo Encuentro.

### Suspensión de las elecciones en 2020 y 2021
Ante la imposibilidad de retornar a las facultades debido a la pandemia de COVID-19, las elecciones para renovar autoridades de los centros de estudiantes de las trece facultades de la Universidad de Buenos Aires fueron suspendidas hasta 2021. La decisión fue aprobada por unanimidad, siendo convalidada tanto por el reformismo, el peronismo y la izquierda.  Esta fue la primera vez desde el retorno a la democracia que se define la suspensión de elecciones.
Aunque en la reunión virtual no se debatió la reprogramación del calendario electoral, los representantes de las agrupaciones estudiantiles estiman que lo más probable es que las elecciones de centro de estudiantes sean ralizadas en septiembre del año 2021, junto con los comicios de renovación de los representantes en los consejos directivos. 
Pese a que la decisión fue unánime, diferentes agrupaciones de izquierda que no integran la presidencia de ningún centro de estudiantes de la UBA, y por consiguiente no forman parte de la Federación, manifestaron su descontento a la decisión, llegándola a comparar incluso con un "golpe de Estado".
Estos mismos sectores trotskistas, tildaron de oficialistas al también trotskista Partido Obrero, quienes conducen los centros de estudiantes de Farmacia y Bioquímica y Veterinaria, ya que convalidaron y acompañaron la decisión de la FUBA.
En el año 2021, por los mismos motivos, se decidió nuevamente de forma unánime postergar las elecciones estudiantiles.

### Consolidación reformista en 2022

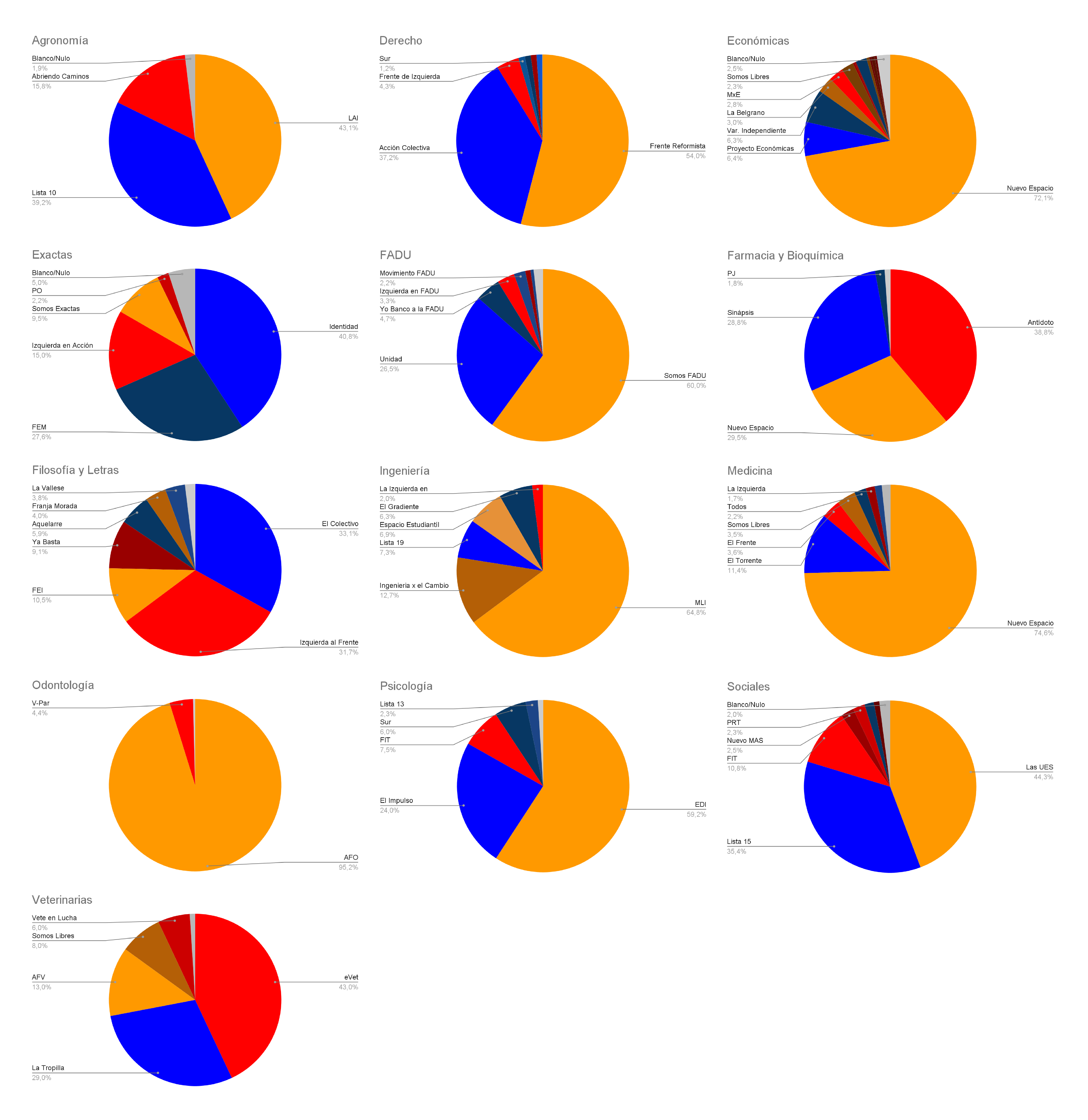
Resultados de las elecciones de los Centros de Estudiantes de la UBA en 2022.
Reformismo
Peronismo
Izquierda
En blanco

Casi tres años después, el estudiantado de las 13 facultades de la Universidad no solo regresó a las aulas en una presencialidad total, sino que también se dirigieron a las urnas. Luego de unas elecciones postergadas, el claustro de estudiantes eligió a sus representantes en los consejos directivos, así como las renovaciones del centro de Estudiantes de cada Facultad. Ninguna de las facultades de la UBA estuvo de acuerdo en celebrar las elecciones estudiantiles en septiembre del 2021, cuando la pandemia aún era una fuerte presencia en la sociedad. Tampoco en realizarlas el 25 de febrero, fecha que desde las autoridades universitarias habían puesto como límite, ya que hubiese sido en período de vacaciones, con una muy baja participación del padrón estudiantil.
El único centro de Estudiantes que cambió de mando fue el de Agronomía, donde La Cámpora, La Mella y un sector del trotskismo perdió el CEABA a manos de la agrupación LAI. La pelea más reñida ocurrió en la sede de Filosofía y Letras, donde por 85 votos, el centro quedó en manos de la lista El Colectivo, integrada por La Cámpora, el Movimiento Evita y La Mella, derrotando a una dividida izquierda. A su vez, en la Farmacia y Bioquímica, Nuevo Espacio consiguió la minoría estudiantil, derrotando a La Cámpora en el segundo lugar.
Con este escenario, el reformismo se afianzó en la UBA conduciendo 9 de las 13 facultades, agregando Agronomía y en particular en las tres más grandes, que más cartones aporta (Medicina, Económicas y FADU). En las facultades dónde el reformismo continuó siendo conducción, se aumentó considerablemente el margen de victoria, el caso más puntual fue en FADU, donde se pasó de un 44,20% en 2019 a un 60% en 2022 y un margen de 35 puntos con respecto a la oposición y logrando un récord histórico desde el regreso a la democracia.
La Cámpora quedó en la mayoría de las facultades como segunda fuerza, estando en muchas en coalición con La Mella. Retuvo la conducción de Exactas y Filosofía y Letras, y logró resultados históricos en Derecho. La mayoría del voto del electorado opositor al reformismo se dirigió a los sectores kirchneristas. 
Las agrupaciones de izquierda trotskista resultaron muy debilitadas, quedando tercera en facultades donde históricamente obtenía un segundo puesto o incluso habiendo conducido recientemente, como en Medicina. Solo se mantuvieron las facultades de Farmacia y Bioquímica y Veterinaria, con peores resultados que elecciones anteriores.
Finalmente, el día sábado 28 de mayo de 2021 se realizó el Congreso de renovación de autoridades de la Federación. Con el voto de 75 de los 130 delegados la Lista 1, la del frente reformista, se impuso cómodamente, eligiendo como presidenta a Lula Levy, estudiante y ex-presidenta del Centro de Estudiantes de la Facultad de Ciencias Económicas. El kirchnerismo (La Cámpora y La Mella) obtuvieron 32 votos, el Frente de Izquierda 15 delegados y el Frente Justicialista, 6. Hubo dos abstenciones.
Finalmente, el día sábado 28 de mayo de 2021 se realizó el Congreso de renovación de autoridades de la Federación. El evento contó con una amplia presencia de la militancia reformista, dejando también en evidencia la poca convocatoria del kirchnerismo y los movimientos trotskistas en las universidades, ya que apenas llevaron militantes al evento. Con el voto de 75 de los 130 delegados la Lista 1, la del frente reformista, se impuso cómodamente, eligiendo como presidenta a Lula Levy, estudiante y ex-presidenta del Centro de Estudiantes de la Facultad de Ciencias Económicas. El kirchnerismo (La Cámpora, La Mella, AUGE, Emergente, Urbana, Liberación Popular, La Centeno) obtuvieron 32 votos, el Frente de Izquierda 15 delegados y el Frente Justicialista, 6. Hubo dos abstenciones.

## Relación con la sociedad
Desde el inicio de la pandemia de COVID-19, la Federación rápidamente interpretó que debía cumplir un rol muy importante en la contención y la asistencia a los sectores más vulnerables de la sociedad y que más se pudieron ver afectados por la cuarentena. 
Para coordinar esta asistencia, junto con el programa de extensión universitario UBA en Acción, se realizaron múltiples voluntariados en las diferentes Facultades de la Universidad. Entre otros, se han realizado voluntariados de producción de tapabocas en la Facultad de Arquitectura, Diseño y Urbanismo; los estudiantes de la Facultad de Odontología han ido todos los fines de semana a brindar asistencia en las villas de emergencia; y estudiantes de todas las Facultades han ido a estos asentamientos entregar juguetes y ropa de abrigo. El más importante de estos es el voluntariado de comida, donde desde la zona de Plaza Houssay, diferentes grupos de todas las Facultades van a entregarles comida caliente a personas en situación de calle.
En abril de 2023, UBA en Acción llevó adelante un operativo con atención odontológica oftalmológica, veterinaria, legal y financiera en la Plaza de Balvanera.
A su vez, también junto a UBA en Acción, se han realizado campañas de donación de sangre en las Facultades es de la Universidad, donde son los propios estudiantes quienes convocan y efectivamente donan sangre.
Además de estos actos de asistencia, la Federación ha acompañado la legalización del Aborto, no solo manifestando públicamente su postura, sino que también estando presente en las vigilias por la aprobación de la Ley de la Interrupción Voluntaria del Embarazo. Posteriormente, tanto la Federación como todas las agrupaciones estudiantiles que la constituyen han celebrado la aprobación de esta Ley.

## Centros de estudiantes dentro de la FUBA
La Federación Universitaria de Buenos Aires nuclea 13 centros de estudiantes. Las conducciones se renovarán próximamente en cada facultad, con motivo de las elecciones de 2024.
| Facultad                         | Centro | Conducción (agrupaciones) | Presidente                                                                             |
| Agronomía                        | CEABA  | Línea Agronomía Independiente (LAI)                                                                                                 | Benjamín Gallardo (LAI)                                                                |
| Arquitectura, Diseño y Urbanismo | CEFADU | Lista 22 (La Cámpora, AUGE, La Corriente CEPA, La Mella)                                                                            | Florencia Boveri (La Corriente) Pilar Barcala (La Cámpora)                             |
| Ciencias Económicas              | CECE   | Nuevo Espacio | Martín Roel (Nuevo Espacio)                                                            |
| Ciencias Exactas y Naturales     | CECEN  | Identidad (La Cámpora, Nuevo Encuentro)                                                                                             | Julia Benito (La Cámpora)                                                              |
| Ciencias Médicas                 | CECiM  | Nuevo Espacio | Axel Sasha Santos (Nuevo Espacio)                                                      |
| Ciencias Sociales                | CECSo  | La 15 + Acción x Sociales (La Cámpora, La Mella, Urbana, La Cullen, Movimiento Evita, JUP, AUGE, La Efervescente)                   | Natalia Arakaki (La Cámpora) Agostina Olivera (La Mella)                               |
| Ciencias Veterinarias            | CEV    | eVet (Partido Obrero) | Ulises Russo (PO)                                                                      |
| Derecho                          | CED    | Frente Reformista (Franja Morada, Nuevo Derecho)                                                                                    | Celeste Villalba (Franja Morada)                                                       |
| Farmacia y Bioquímica            | CEFyB  | Estudiantes por FFyB (Nuevo Espacio, JUP)                                                                                           | Iara Longo (JUP)                                                                       |
| Filosofía y Letras               | CEFyL  | El Colectivo (La Mella, Movimiento Evita, La Cámpora, Todxs por Filo, AUGE, Peronismo Militante, PCR, Capítulo 24, La Efervescente) | Isabel González Puente (La Mella) Ariana Bustos (Mov. Evita) Renata Veber (La Cámpora) |
| Ingeniería                       | CEI    | Movimiento Linealmente Independiente (MLI)                                                                                          | Florencia Noguera (MLI)                                                                |
| Odontología                      | CEFO   | Alumnos Facultad Odontología (AFO)                                                                                                  | Ornella Fritzler (AFO)                                                                 |
| Psicología                       | CEP    | Estudiantes Democráticamente Independientes (EDI)                                                                                   | Priscila Vitale (EDI)                                                                  |

| Agrupación Reformista | Agrupación Peronista | Agrupación de Izquierda |
| --------------------- | -------------------- | ----------------------- |